# Comuna de Hrubieszów

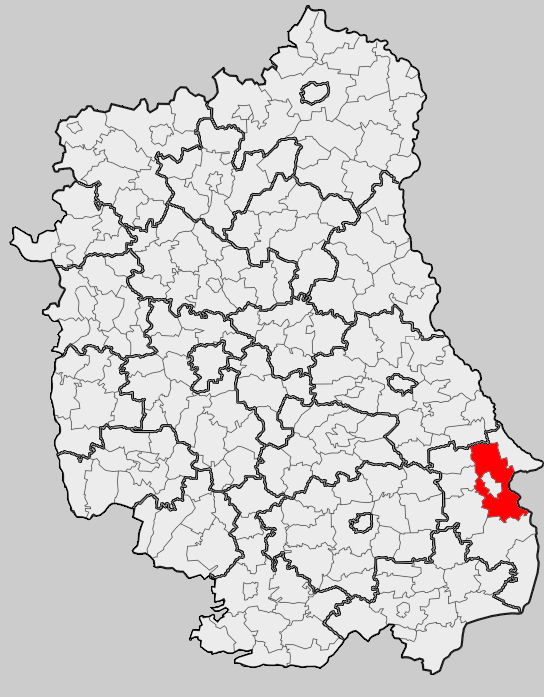
Comuna de Hrubieszów, na Polônia

Hrubieszów (polaco: Gmina Hrubieszów) é uma gminy (comuna) na Polónia, na voivodia de Lublin e no condado de Hrubieszowski. A sede do condado é a cidade de Hrubieszów.
De acordo com os censos de 2004, a comuna tem 10 958 habitantes, com uma densidade 42,3 hab/km².

## Área
Estende-se por uma área de 259,2 km², incluindo:
- área agricola: 82%
- área florestal: 12%

## Demografia
Dados de 30 de Junho 2004:
|                      | Total   | Total | Mulheres | Mulheres | Homens  | Homens |
| -------------------- | ------- | ----- | -------- | -------- | ------- | ------ |
|                      | pessoas | %     | pessoas  | %        | pessoas | %      |
| População            | 10 958  | 100   | 5462     | 49,8     | 5496    | 50,2   |
| Densidade (pop./km²) | 42,3    | 100   | 21,1     | 21,1     | 21,2    | 21,2   |

De acordo com dados de 2002, o rendimento médio per capita ascendia a 1096,66 zł.

## Subdivisões
- Annopol, Brodzica, Cichobórz, Czerniczyn, Czortowice, Czumów, Dąbrowa, Dziekanów, Gródek, Husynne, Janki, Kobło, Kosmów, Kozodawy, Kułakowice Pierwsze, Kułakowice Drugie, Kułakowice Trzecie, Łotoszyny, Masłomęcz, Metelin, Mieniany, Moniatycze, Moniatycze-Kolonia, Moroczyn, Nowosiółki, Obrowiec, Stefankowice, Stefankowice-Kolonia, Szpikołosy, Ślipcze, Świerszczów, Teptiuków, Turkołówka, Ubrodowice, Wolica, Wołajowice.

## Comunas vizinhas
- Białopole, Horodło, Hrubieszów, Mircze, Trzeszczany, Uchanie, Werbkowice.